# 磐城利樹
磐城 利樹（いわき としき、1995年4月15日 - ）は、日本のプロレスラー。本名：板倉 利樹（いたくら としき）。

## 経歴
- 中学生の時にテレビで新日本プロレスの真壁刀義対中邑真輔のG1 CLIMAXを見てプロレスラーになることを志す。
- 蝶野正洋の大ファンで神と崇めている｡
- 高校生の時にZERO1が蝶野と一緒にいわき市でチャリティー大会を行いその大会を観戦｡この時に横山佳和に憧れ、2014年3月にZERO1の門をたたいた｡
- 練習生時代に左膝内側靭帯を切る大怪我をする。
- 2015年5月5日、ZERO1後楽園ホール大会にて近藤修司（WRESTLE-1）相手にデビュー[1]。同団体にとっては橋本大地以来4年ぶりの新人。
- 9月23日、後楽園大会にてデビュー以来未勝利のままKAMIKAZEが持つNWA UNヘビー級王座に挑戦、相手が暴走して笹崎勝己レフェリーを突き飛ばしたため反則がコールされ、初勝利で初タイトル獲得となった[2]。
- 10月11日、後楽園大会にて将火怒相手にUNヘビー級王座の防衛戦、ルシファーズハンマーで万事休すかと思われたところで次に挑戦が決まったKAMIKAZEが乱入してムーンサルトプレスを将火怒にお見舞いし、レフェリーから気づかれないうちにKAMIKAZEが去った後にフォールして初防衛[3]。
- 2016年1月1日、後楽園ホールで横山佳和と組み崔領二&KENSO組と対戦し、KENSO からスクールボーイで自力初勝利。
- 2016年1月22日、新木場1st ringで田中将斗と組み佐藤耕平&関本大介が持つNWAインターコンチネンタルタッグ王座に挑戦｡佐藤のパイルドライバーで敗戦しタイトル奪取ならず｡
- 2016年3月、靖国大会にて横山佳和からフィニッシュ技常磐ハワイアン落としで勝利。
- 2016年6月25日（土）マツコ会議にてステーキハウスリベラ特集に出演。チャレンジメニューのジャンボステーキ3枚、ライス3皿合計3kgを30分以内で食べきってチャレンジ成功。
- 11月、ZERO1を退団しフリーランスとなる。
- 12月、将火怒の佐賀での自主興行将火怒プロレスにて5代目ブラックタイガー&将火怒組に崔領二と組んで対戦。ブラックタイガーから常磐ハワイアン落としで勝利。
- 2017年6月、福島県白河市にてご当地キャラこども夢フェスタに参加｡このイベントからご当地レスラー(仮)を名乗っている
- 2017年9月11日、地元いわき市のイベントプロレスで菊地毅と特別試合でシングル戦を行うも火の玉ボムで敗戦。試合直後、菊地に弟子入り志願し菊地も了承する。
- 2017年11月6日と７日の両日に全日本プロレスに出場
- 2018年7月8日、イーグルプロレスを最後に頸椎椎間板ヘルニアにより長期欠場
- 1月19日、プロレスリングDEWAにて復帰を発表
- 師匠である菊地毅の破門発言により師弟関係終了

2019年1月30日、全日本プロレスいわき大会出場。
- 2020年1月13日、ふるさと祭りで初の東京ドームに出場。
- 2020年1月18日、プロレスリングDEWAにて元師匠である菊地毅から常磐ハワイアン落としで勝利した
- 2022年8月28日、道南リング五稜郭大会にて右膝前十字靭帯断裂、半月板断裂の怪我を負ったため長期欠場中。
- 2023年1月15日、イーグルプロレスにて清水来人相手に復帰戦を行い常磐ハワイアン落としで勝利。約4ヶ月のスピード復帰だった。
- 2023年10月22日、イーグルプロレス無差別級トーナメントを制してイーグル無差別級王座獲得。
- 2024年9月29日、北海道十勝スロウフードの牛とろ応援大使任命。牛とろ応援大使を開始するきっかけになったことから、牛とろ応援大使はじまりの男となった。
- 2024年11月24日、プロレスリングアライヴ&メジャーズ15周年、末吉利啓20周年大会にてメインイベントで末吉利啓と対戦。ラリアットで勝利後、入団を発表。
- 2025年3月27日、北都プロレスにてワンデイタッグトーナメント優勝。（パートナーは藤原秀旺）
- 2025年5月11日、アライヴ＆メジャーズにてワンデイタッグトーナメントアライヴナンバーワン優勝。（パートナーは末吉利啓）

## 得意技
常磐ハワイアン落とし
技名は福島県いわき市にあるレジャー施設「スパリゾートハワイアンズ」が由来。
スパインバスター
ラリアット
アバランシュホールド

## 入場曲
- 初代 : The Days of the Phoenix（AFI）
- 2代目 : Crimson stain（96猫）
- 3代目 : よっしゃあ漢唄（角田信朗）
- 4代目 : 最期の一花（角田信朗）

## タイトル歴
- NWA UNヘビー級王座
- イーグル無差別級王座